# Harry Rennie
Pour les articles homonymes, voir Rennie.
Henry George Rennie, couramment appelé Harry Rennie, est un footballeur international écossais, né le 1er juin 1873 à Greenock, Renfrewshire et décédé le 17 mars 1954. Évoluant au poste de gardien de but, il est particulièrement connu pour ses 8 saisons à Hibernian et pour les innovations qu'il a apportées dans la manière de se préparer et de jouer pour un gardien.
Il compte 13 sélections pour 4 blanchissages en équipe d'Écosse.

## Biographie

### Carrière en club
Natif de Greenock, Renfrewshire, il commence sa carrière en jouant au poste de défenseur dans les clubs junior de Volunteers, Bellgrove Ramblers et Greenock Junior West End. Il s'engage alors pour le club local, Greenock Morton alors en division 2, et reçoit des sélections en équipe d'Écosse junior, avant de changer de poste et de se reconvertir comme gardien en 1897 à 23 ans.
Il apporte de nombreuses innovations à ce poste, se préparant de manière quasi-scientifique, étudiant notamment le positionnement du corps des attaquants pour anticiper leurs frappes. Ses bonnes performances attirent l'attention du club de première division, Heart of Midlothian, avec qui il s'engage en 1898, dans un transfert d'un montant de 50£, après à peine une année à son nouveau poste.
Il réussit alors deux bonnes saisons, terminant deuxième puis quatrième et reçoit une proposition du Celtic qu'Hearts accepte. Toutefois le transfert ne se conclut pas à cause d'un problème juridique dans la rédaction de son contrat. Il s'engage alors pour le grand rival d'Hearts, Hibernian, où il passe 8 saisons fructueuses.
Il y remporte notamment la Coupe d'Écosse en 1902 en battant 1-0 le Celtic en finale, alors même que celle-ci se joue dans l'antre du Celtic, le Celtic Park. Il devient champion d'Écosse l'année suivante, donnant à Hibernian son premier titre, jouant tous les matches de la saison, ce que seul le capitaine, Bobby Atherton (en) accomplit avec lui.
Il signe pour les Rangers en 1908, où il connaît une nouvelle finale de Coupe d'Écosse en 1909, finale restée sans vainqueur, annulée par la Fédération écossaise à la suite de violentes bagarres entre supporteurs.
Il s'engage en 1910 pour Kilmarnock où il arrête sa carrière un an après, à 40 ans.
Après la fin de sa carrière, il continue à s'intéresser au football et au poste de gardien, devenant le mentor de certains jeunes gardiens en devenir, notamment celui de Jimmy Cowan.

### Carrière internationale
Harry Rennie reçoit 13 sélections en faveur de l'équipe d'Écosse. Il joue son premier match le 3 mars 1900, pour une victoire 3-0, au Stade de Solitude de Belfast, contre l'Irlande en British Home Championship. Il reçoit sa dernière sélection le 14 mars 1908, pour une victoire 5-0, au Dalymount Park de Dublin, contre l'Irlande en British Home Championship. Il garde sa cage inviolée à 4 reprises lors de ses 13 sélections, notamment lors de son premier match.
Il participe avec l'Écosse aux British Home Championships de 1900 à 1906 puis à celui de 1908.

## Palmarès
- Heart of Midlothian :
  - Vainqueur de la East of Scotland Football League en 1898-99 et 1899-1900

- Hibernian :
  - Champion d'Écosse en 1902-03
  - Vainqueur de la Coupe d'Écosse en 1902

- Rangers :
  - Vainqueur de la Glasgow Merchants Charity Cup en 1909